# サンデー毎日
サンデー毎日（サンデーまいにち）は、毎日新聞出版発行の週刊誌。1922年（大正11年）に週刊朝日と並んで最も早く創刊され、日本の週刊誌の老舗となっている。

## 概要
大正11年（1922年）4月2日に大阪毎日新聞（現・毎日新聞大阪本社）の新社屋（大阪市北区堂島）の落成記念の一環として、本山彦一によって『点字毎日』『英文毎日』などとともに創刊された。創刊号はタブロイド判、グラビア4ページ、本文24ページで定価10銭。創刊号の表紙はこの年、上野で開催された平和記念東京博覧会の写真。創刊号の印刷部数は34万部だが、3割は無料で配布されたとされ、実売は23万部程度という。
1925年（大正14年）には本誌にて日本初となる「クロスワードパズル」を掲載した。
1926年（大正15年）から「大衆文芸賞」を募集。第1回は角田喜久雄が一等入選、以後海音寺潮五郎、山手樹一郎、井上靖、村上元三、山岡荘八、源氏鶏太、杉本苑子などを輩出した。1959年（昭和34年）まで続き、1960年からは「サンデー毎日小説賞」となる。
第二次世界大戦（太平洋戦争）中の1943年2月からは敵性語（英語）の使用が規制されていたため、一時期『週刊毎日』として発行していた。第二次世界大戦終結後の1946年1月号から『サンデー毎日』に戻る。
1965年からは大学合格者の出身高校別一覧を掲載し始める。1976年からは「東大合格者全氏名掲載」を始めるが、2000年度の入試以後、個人情報保護の観点から東大が合格者の氏名発表を中止したことで掲載ができなくなり終了する。
そのほか、毎日新聞が主催する選抜高等学校野球大会、都市対抗野球大会、全日本実業団駅伝が開催される時期に併せて、それらの見どころを掲載した増刊が出される。1963年9月15日号から1965年6月13日号まで、のちに小説や映画化される『白い巨塔』（作：山崎豊子）を連載した。2015年4月1日から毎日新聞社の出版部門は同社100%出資の新子会社・毎日新聞出版に移行し、「サンデー毎日」などの雑誌関連も新会社からの発行となる。
定価は税込み550円で販売している。
2023年5月限りで『週刊朝日』が休刊するに伴い、2023年6月11日号では表紙に「『週刊朝日』休刊に捧げる! サヨナラ……101年の同志でライバル」と記載され、「『週刊朝日』休刊に捧げる雑誌文化論・前編」という記事も掲載された。また、これにより日本の新聞社系の総合週刊誌は産経新聞傘下の『SPA!』と本誌のみになった。

## 表紙について
戦前は女優のイラストなどが表紙を飾ることが多く、戦後も長らく女性の表紙が主だったが、2023年時点では男性アイドルが表紙を飾ることが多い。
- アニメ・漫画のキャラクターが表紙を飾った例としては、以下のものがある。
  - 1976年2月15日号にて手塚治虫描き下ろしの手塚漫画のキャラクターが集合したイラストが表紙を飾った。
  - 2015年11月1日号にてアニメ『機動戦士ガンダム』の登場人物であるシャア・アズナブルとセイラ・マスが表紙を飾り、「『人間関係』に迷ったら『ガンダム』に学べ」というグラビア連動特集と同年10月上映開始の『機動戦士ガンダム THE ORIGIN II 哀しみのアルテイシア』総監督の安彦良和とのインタビュー記事を掲載した[7][8][9]。2018年4月29日号でも『機動戦士ガンダム』の登場人物であるシャア・アズナブルとアムロ・レイが表紙を飾り、「シャア・アズナブルに学ぶ『個の力』」という特集記事を掲載した[10]。
  - 2016年9月25日号にて赤塚不二夫生誕80周年記念アニメ『おそ松さん』の登場人物である六つ子が表紙を飾り、「『おそ松さん』は、文学である!」という特集記事とアニメのオープニング主題歌を歌うA応Pのグラビアページを掲載した[11]。
  - 2017年5月28日号にて本宮ひろ志の漫画『こううんりゅうすい〈徐福〉』の主人公である徐福が表紙を飾り、「漫画家・本宮ひろ志 画業50年を超えて『新境地』へ」という巻頭カラー記事も掲載された[12]。
  - 2017年9月24日号にて西原理恵子の漫画『毎日かあさん』の主人公である「かあさん」と『りえさん手帖』の主人公である「りえさん」が表紙を飾り、「漫画家・西原理恵子さん 『毎日かあさん』から卒母し新連載『りえさん手帖』へ」という巻頭カラー記事も掲載された[13][14]。
  - 2017年10月22日号にてアニメ『宇宙戦艦ヤマト2202 愛の戦士たち』の登場人物である古代進と森雪が表紙を飾り、「"混迷日本"の針路　『ヤマト』からのメッセージ」という特集記事も掲載された[15][16]。
  - 2021年10月17日号にてアニメ『宇宙戦艦ヤマト2205 新たなる旅立ち』の登場人物である古代進、土門竜介、アベルト・デスラーが表紙を飾った[17][18]。
  - 2023年7月2日・9日号にてアニメ『美少女戦士セーラームーンCrystal』シリーズの登場人物である月野うさぎ（セーラームーン）が表紙を飾った[19]。
  - 2024年2月18日・25日号にてアニメ『ハイキュー!!』の登場人物である日向翔陽が表紙を飾った[20]。
  - 2024年5月19日・26日号にてアニメ『ブルーロック』の登場人物である凪誠士郎が表紙を飾った[21]。
  - 2024年8月4日号にてアニメ『ぼっち・ざ・ろっく!』の登場人物である後藤ひとりが表紙を飾った[22]。
  - 2025年2月9日号にてアニメ『ベルサイユのばら』の登場人物であるオスカル・フランソワ・ド・ジャルジェが表紙を飾った[23]。
- 特撮関係のキャラクターが表紙を飾った例としては、以下のものがある。
  - 2016年4月10日号にてウルトラマンが表紙を飾り、「ウルトラマンがニッポンを変える!」という特集記事も掲載された[24][25]。同年5月29日号にてウルトラセブンが表紙を飾り、「ウルトラセブンの生き方 誕生50周年 大特集!」という特集記事も掲載された。共に開田裕治による描き下ろしのイラスト[26]。
  - 2016年8月7日号にて『シン・ゴジラ』のゴジラが表紙を飾り、「シン・ゴジラで学ぶ日本の未来」という特集記事も掲載された[27]。
  - 2017年7月30日号にて『秘密戦隊ゴレンジャー』のアカレンジャーと『パワーレンジャー』のレッドレンジャーが表紙を飾り、「ハリウッドも認めたスーパー戦隊! 日本×米国『ヒーローの精神史』」という特集記事も掲載された[28]。
- 2016年5月8日・15日号の表紙は、2016年4月に発生した熊本地震の被災地支援の一環として、ちばてつや画による熊本県のマスコットキャラクター・くまモンのイラストが飾った[29]。同年7月10日号[30]と2017年4月23日号[31]と2018年4月22日号[32]と2020年5月31日号[33]の表紙は、くまモン（着ぐるみ）の写真が飾った。
- 2016年9月4日号[34]、2020年6月14日号[35]の表紙は、VOCALOIDのキャラクター・初音ミクのイラストが飾った。
- 2018年6月24日号の表紙は、東京都恩賜上野動物園で誕生したジャイアントパンダ・香香（シャンシャン）が飾った[36]。
- 2020年7月5日号の表紙は、バーチャルジャニーズプロジェクトのキャラクターである海堂飛鳥と苺谷星空が飾った[37]。

## 注目を集めた記事・スクープ
- 1980年、当時邪教呼ばわりされていたイエスの方舟の開祖千石イエスとの単独インタビュー記事を掲載[2]。これをきっかけに同教を擁護する記事を書き同時に邪教呼ばわりされる元となったいわゆる「シオンの娘たち」が強制的に逃避行させられているのがでっちあげであることを証明させている。
- 1989年6月6日内閣総理大臣宇野宗佑の女性スキャンダルをスクープ。神楽坂の芸妓である中西ミツ子の告発を掲載した。神楽坂の芸妓の中でも凄い美貌の持ち主だった中西ミツ子に、宇野が「もし自分の愛人になってくれたらこれだけ出す」と言って自分の指を三本出した（30万という意味）。中西は、このような人物が日本の総理大臣であってはいけないと考え、マスコミにこの事実をリークしたという（中西本人がTV出演した際に語っている）。このスクープは同年7月の第15回参議院議員通常選挙において、争点となったいわゆる3セット（リクルート問題、消費税問題、宇野首相の女性問題）のひとつとなり、自民党は改選議席の69議席を大幅に下回る36議席と惨敗した。これによって宇野首相を退陣に追い込んだ。これ以降2016年7月までの27年間自民党は参議院での単独過半数を確保できなかった。なお中西はその後、芸妓を辞めて尼僧となる。そして東京新聞2003年4月30日掲載の記事によると、再婚して苗字は変わっているという。
- 1989年秋より、麻原彰晃（松本智津夫）が代表を務めた新宗教団体・オウム真理教の批判を「オウム真理教の狂気」という記事で、ほかのメディアに先駆けて最初に始めた[2]。この企画が、当時から各地でトラブルを起こしていたオウム真理教・オウム真理教事件報道の切っ掛けとなった。これに麻原は激怒、毎日新聞社の爆破や当時編集長の牧太郎暗殺を計画した。
- 学歴・大学受験ネタを非常に多く取り扱い、特に冬から春先の偏差値ランキング表や、5月頃に、主要高校（都道府県単位）の主要大学（難関校・中堅大学・医療/福祉系）の合格者人数を一覧表形式で網羅したものを掲載するのが定番記事の一角を占める。出身高校一覧については大学通信社との共同調査による。

## 批判を受けた記事・不祥事
- 2008年2月3日号に掲載された「美智子さまにのしかかる“三つの心労”」について、その内容が事実と異なるとして宮内庁より抗議を受けた[38]。

## 連載

### 現在
- 青木理の「カウンター・ジャーナリズム『抵抗の拠点から』」
- 牧太郎の「青い空 白い雲」
- 元村有希子の「淑女の養生訓」
- 高村薫の「サンデー時評」
- 荻原博子の「幸せな老後への一歩」
- 山田美保子「ワイドショーの恋人」
- 森健「人間ドキュメント『季節の人たち』」
- 中野翠「満月雑記帳」
- 小川有里「華麗なる日々」
- 梨木香歩「新 炉辺の風おと」
- 「SUNDAY LIBRARY」
  - 著者インタビュー
  - 工藤美代子、開沼博、平松洋子、川本三郎「今こそ、読みたい」
  - 本郷和人「読んでたどる歴史」
  - 三浦天紗子「健康あれば憂いなし
  - 南果歩「読むことのつれづれ」
  - 村松友視、白河桃子、上原隆小林聡美「本のある日々」
  - 平辻哲也「Weekly Cinema」
  - 石川健次「Art Scene」
- 池野佐知子「OL400人は考える それってどうよ!?」
- 井崎脩五郎「予想上手の馬券ベタ」
- 小川勝「Sports Spirits」
- 高橋源一郎「これは、アレだな」
- 蛭子能収の「ニンゲン画報」
- 下山進「2050年のメディア」
- 保阪正康「『世代』の昭和史」
- 「サンデー俳句王」
- 「ラブYOU 川柳」
- 「プロがこっそり教える 読んで得する社会保障」
- 「校閲至極」
- 「ピンドットの星占い」
- 「ニュースな動物たち」
- 「月刊くまモン」
- うさぎとマツコの往復書簡→人生相談（中村うさぎ、マツコ・デラックス共著）
- サンデー似顔絵塾（松尾貴史選　もとは週刊朝日連載だったのが、同誌の休刊に伴い移籍）

### 過去
- 『新撰組』（白井喬二）
- 『三等重役』（源氏鶏太）
- 『白い巨塔』『続白い巨塔』『不毛地帯』（山崎豊子）
- 『レディ・ジョーカー』（高村薫）
- 『エプロンおばさん』『いじわるばあさん』（長谷川町子）
- 『もの憂げな夜』（手塚治虫）
- 『国盗り物語』（司馬遼太郎）
- 『オレ係長38歳』（園山俊二）
- 『赤塚不二夫のどうしてくれる!?』（赤塚不二夫）
- 『大日本中流小市民』（高橋春男）
- 『OL世紀末劇場』→『パロパロ新世紀劇場』→『いつでも梅を』（コジロー 1990年代からタイトル変更を経て2022年10月9日号まで連載された。）
- 『無影燈』（渡辺淳一）
- 『モンローが死んだ日』（小池真理子）
- 『播磨屋の楽屋で一服』（二代目中村吉右衛門）

## 出身著名人
- 渡辺均（戦前の編集長、フリー後作家に転身）
- 増田れい子
- 鳥井守幸
- 鳥越俊太郎
- 石川喬司
- 岩見隆夫
- 牧太郎
- 近藤勝重
- 北村肇（後に週刊金曜日編集長）
- 荒井魏